# 1057
1057 (MLVII) je bilo navadno leto, ki se je po julijanskem koledarju začelo na sredo.

## Dogodki
- 2. avgust - Umrlega papeža Viktorja II. zamenja novo izvoljeni papež Štefan IX., 154. po seznamu.[1] Nadaljeval je s politiko clunyjskih reform, njegov pontifikat pa je bil kratek. 1058 ↔
- 30. avgust - Izak I. Komnen postane bizantinski cesar. Plemstvo in vojska sta bila z vladanjem cesarja Mihael VI. Stratiotik nezadovoljna, saj ni odpravil krivic in privilegijev preteklih cesarjev. Mihael VI. je abdiciral na pobudo konstantinopelskega patriarha Mihaela Kerularija, zato da bi se izognil neprijetnostim, ki so običajno sledile prevratom na bizantinskem dvoru (iznakaženje, oslepitev) in se umaknil v samostan. Izak I. Komnen je prvi od Komnenov, vendar je razmeroma hitro odstopil, zato dinastijo dobrih dvajset let kasneje nadaljuje Aleksej I. Komnen. 1081 ↔
- 1. septembra - Patriarh Mihael Kerularij okrona za cesarja Izaka I. Komnena. Njegova vladavina je reformistično naravnana, a sicer kratka. 1058 ↔
- Kardinal Humberta de Silva Candida, poznan po uspešni anatemi bizantinskega patriarha leta 1054 (velika shizma), se vrne v Rim in si najde delo v vatikanski knižnici, kjer napiše »Tri knjige proti simonistom« (Libri tres adversus Simoniacos), v katerih kot zagovornik clunyjskih reform ostro obračuna s praksami simonije v Cerkvi.
- Kraljevina Ogrska: kronanje Salomona, 5 letnega sina madžarskega kralja Andreja I., za kralja Ogrske. Ker je bil Andrej I. dolgo brez moških potomcev, je vse kazalo, da bo kraljestvo podedoval njegov brat Béla, vendar sta se mu nato rodila sinova Salomon in David. Da bi zavaroval svojemu prvemu sinu pravico do prestola, ga  okrona za kralja.
- Bitka pri Varavillu: normandijski vojvoda Viljem II. premaga združeno vojsko francoskega kralja Henrika I. in anžujskega grofa Godfreja Martela. Poraz francoskega kralja ima daljnosežne posledice, saj od tega leta naprej Normani izvajajo politični in vojaški pritisk proti ostalim delom Francije.
- Bitka pri Lumphananu: Malcolm III. Škotski, sin Duncana I. premaga škotskega kralja Macbetha. Čeprav so Macbethove sile premagane, Malcolmu še ne uspe takoj zasesti prestola. Ostanek Macbethovih zaupnikov postavi za kralja Macbethovega sina Lulacha, ki pa vlada le nekaj mesecev, ko ga uspe Malcolmu umoriti.
- Rekonkvista: kastiljski kralj Ferdinand I. zasede mesti Lamego in Viseu (danes portugalski mesti).
- Kraljevina Anglija: Edvard Pregnanec, sin angleškega kralja Edmunda II. Železnobokega in vnuk Ethelreda Nepripravljenega iz hiše Wessex, se na vabilo trenutnega angleškega kralja Edvarda Spoznavalca vrne v Anglijo. Ker je bil Edward Spoznavalec brez otrok, ga namerava postaviti za naslednika. Dva dni po prihodu nesojeni pretendent za angleški prestol Edvard Pregnanec v nepojasnjenih okoliščinah umru, zelo verjetno umorjen.
- Normanski vojskovodja Robert Guiscard postane vojvoda Apulije in Kalabrije.
- Iz Normandije prispe v južno Italijo Robertov mlajši brat Roger iz Hautevilleja, kasnejši sicilski kralj.

- Saharsko ljudstvo Banu Hilal popolnoma uniči ziridsko prestolnico Kairouan. Ziridi so po izgubi in opustošenju notranjosti dežele, ki je postala odvisna od nomadskega načina preživljanja, preselili prestolnico v obalno mesto Mahdijo, kjer so še vedno obvladovali ozek pas obale in se preživljali pretežno z ribištvom ter piratstvom.
- Burmanski kralj Anawrahta Minsaw z osvajanji širi svoj Paganski imperij in v kraljestvu utrdi že skoraj zamrlo linijo theravada budizma.

## Rojstva
- 5. julij - Al-Gazali, perzijski mistik in učenjak († 1111)

Neznan datum
- Hugo I., burgundski vojvoda († 1093)
- Hugo I. Vermandoijski, grof, križar († 1101)

## Smrti
- 28. julij - papež Viktor II. (* 1018)
- 15. avgust - Macbeth, škotski kralj (* 1005)
- 28. september - Otto III., švabski vojvoda, markiz Nordgaua (* 995)

Neznan datum
- Edvard Pregnanec, angleški prestolonaslednik (* 1016)
- Umfredo Hautevillski, normanski grof Apulije in Kalabrije (* okoli 1010)
- Jočo Buši, japonski kipar
- Al-Ma'arri, arabski filozof, skeptik (* 973)
- Rejnald I., burgundijski grof (* 986)